# Myanmar Nationalities Democratic Alliance Army

Fahne der Myanmar Nationalities Democratic Alliance Army

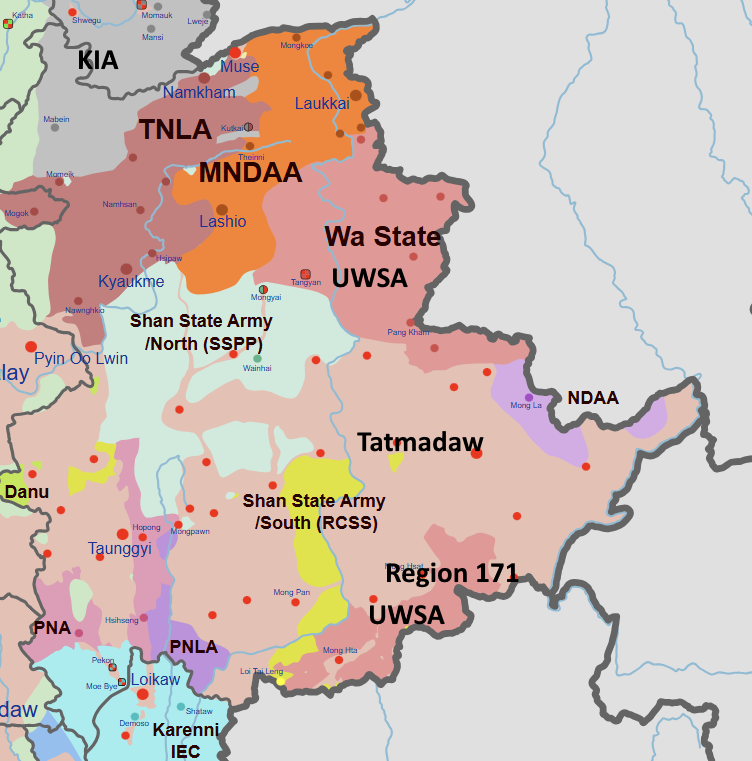
Situation im Shan-Staat 2025, Gebiete des MNDAA in Orange

Die Myanmar Nationalities Democratic Alliance Army abgekürzt MNDAA ist eine bewaffnete Organisation im östlichen Myanmar. Ihr Einsatzgebiet ist das Grenzgebiet zwischen Kokang und China.

## Name
der Burmesische Name lautet မြန်မာအမျိုးသား ဒီမိုကရက်တစ် မဟာမိတ်တပ်မတော်, in Thai ist die Organisation als กองทัพพันธมิตรประชาธิปไตยแห่งชาติเมียนมา bekannt. In Chinesisch lautet der Name: 缅甸民族民主同盟军.

## Geschichte
Die Myanmar Nationalities Democratic Alliance Army wurde am 11. März 1989 nach einer Meuterei der bewaffneten Einheiten der Kommunistischen Partei Burmas in Kokang gegründet. Die Meuterei muss im Zusammenhang mit der Entstehung der United Wa State Army (kurz UWSA) gesehen werden. Im gleichen Jahr wurde ein Waffenstillstand mit der Zentralregierung unterzeichnet, welche der MNDAA weitreichende Rechte in Kokang einräumte. Die MNDAA konnte ihre Waffen und Strukturen behalten. Die Führung der MNDAA übernahmen die Brüder Jiafu and Kyar Shin nachdem der Drogenbaron Lo-Hsing Han den Waffenstillstand mit der Militärregierung vermittelt hatte. Sie errichteten ein MNDAA-Hauptquartier in Laukai. Kokang wurde zu einer speziellen Region innerhalb des Shan-Staates erklärt. Die MNDAA wurde in der Produktion von Opium und in der Herstellung von Heroin aktiv, was zu einem wirtschaftlichen Boom in der abgelegenen Region von Myanmar führte. Die MNDAA war zu dieser Zeit zirka 2000 Mann stark.
Im Jahr 2009 versuchte die Zentralregierung die Unabhängigkeit der MNDAA einzuschränken, indem sie versuchte sie in die Kommandostruktur der Armee der Zentralregierung einzugliedern. Sie sollte als bewaffnete Grenzschutzmiliz unter der Kontrolle der Zentralregierung weitergeführt werden. Nachdem Verhandlungen zwischen der MNDAA Führung und der Militärregierung gescheitert waren stürmten im August 2009 Truppen der Zentralregierung die autonome Region Kokang und die MNDAA musste sich aus großen Teilen der Region und nach China zurückziehen. Etwa 30.000 Zivilisten flüchteten in das chinesische Yunnan.
Am 9. Februar 2015 versuchte die MNDAA zusammen mit chinesischen Söldnern, die Kokang-Region zurückzuerobern. Der Angriff auf die dort stationierten Regierungstruppen scheiterte. Die Zentralregierung beschuldigte China, den Angriff unterstützt zu haben, was Peking entschieden zurückwies. Nach der gescheiterten Offensive führte die MNDAA bis 2023 einen Guerillakrieg gegen die Zentralregierung. Am 6. Januar 2024 gelang es der MNDAA die Kokang Region komplett zurückzuerobern. Dabei ergaben sich tausende Regierungssoldaten des Laukkai Militär Kommandos den Truppen der Drei Brüder Allianz, bestehend aus Soldaten der MNDAA, der TNLA und der KIA. Nach erfolgreichen Gesprächen in Kunming, China zwischen Vertretern der Militärregierung und der MNDAA wurde vereinbart, dass die Grenzübergänge zu China – welche sich unter der Kontrolle der MNDAA befanden – am 11. März 2024 wiedereröffnet werden sollten. 70 % der Einnahmen sollen an die MNDAA gehen, 30 % an die myanmarische Zentralregierung.

## Verwechslungsgefahr
Die Myanmar Nationalities Democratic Alliance Army darf nicht mit der Nationalities Democratic Alliance Army (Kurz NDAA-ESS) verwechselt werden.